# Jürgen Gosch
Jürgen Gosch (* 9. September 1943 in Cottbus; † 11. Juni 2009 in Berlin) war ein deutscher Theaterregisseur, der zu den wichtigsten Vertretern des zeitgenössischen deutschen Theaters gezählt wurde. Gelegentlich trat er zudem als Schauspieler auf.

## Leben
Jürgen Gosch begann in der DDR als Achtzehnjähriger sein Schauspielstudium an der Hochschule für Schauspielkunst „Ernst Busch“ Berlin. Nach einem Schauspielengagement am Landestheater Parchim, wo er in Fritz Marquardts Inszenierung des Woyzeck den Doktor spielte, kam er nach Potsdam, wo er als Regisseur debütierte. Fritz Marquardt holte ihn an die Volksbühne. Als seine Inszenierung von Georg Büchners Leonce und Lena aus politischen Gründen 1978 abgesetzt wurde, zog Gosch in die Bundesrepublik.
Nach Stationen in Hannover und Bremen landete er in Köln mit seinen Inszenierungen Nachtasyl von Maxim Gorki, Der Menschenfeind von Molière und seiner Sophokles-Bearbeitung des Ödipus 1984 mit Ulrich Wildgruber in der Titelrolle seine ersten großen Erfolge im Westen. Jürgen Flimm holte ihn daraufhin an das Thalia Theater (Hamburg), wo er bis 1988 blieb. 1989 scheiterte er als Nachfolger von Peter Stein und Luc Bondy an der Schaubühne am Lehniner Platz und verließ das Theater nach nur einer Saison in der Leitung, um als freier Regisseur in Frankfurt am Main und am Schauspielhaus Bochum zu arbeiten.
1993 holte ihn Intendant Thomas Langhoff an das Deutsche Theater Berlin, und er blieb hier fest engagiert bis 1999. Seitdem war er wieder als freier Regisseur tätig.
Ein großer Erfolg war die Inszenierung der Sommergäste von Maxim Gorki am Düsseldorfer Schauspielhaus, für die das Theatermagazin Theater heute seine Inszenierung von Sommergäste zur Inszenierung des Jahres 2004 wählte. Im November 2004 hatte in Berlin am Deutschen Theater seine Inszenierung von Wer hat Angst vor Virginia Woolf? von Edward Albee Premiere mit Corinna Harfouch und Ulrich Matthes in den Hauptrollen. Die Inszenierungen von Jürgen Gosch wurden seit 1982 regelmäßig zum Berliner Theatertreffen eingeladen.
2005 sorgte seine Macbeth-Inszenierung am Düsseldorfer Schauspielhaus aufgrund ihrer blutigen und angeblich brutalen Bilder für einen Theaterskandal in Düsseldorf. Das Premierenpublikum verließ in großer Zahl das Theater, wobei in erster Linie Goschs Nonkonformismus mit auf Werktreue abzielenden Erwartungshaltungen ausschlaggebend gewesen sein dürfte, da sämtliche Rollen mit nackten Männern unterschiedlichen Alters besetzt worden waren. Die Inszenierung entfachte trotz ihrer betont artifiziellen Ausstattung und des Spielcharakters eine Diskussion über zumutbare Gewaltdarstellungen auf der Bühne, ähnlich wie es Botho Strauß und Luc Bondy mit ihrer Titus-Andronicus-Adaption in derselben Saison in Paris erlebten.
Am 24. November 2006 erhielt Gosch für seine Macbeth-Inszenierung den Faust-Theaterpreis in der Kategorie „Beste Regie im Schauspiel“. 2006 wurde er erneut (zuvor bereits 1984) mit dem Deutschen Kritikerpreis ausgezeichnet. 2008 wurde die Inszenierung von Onkel Wanja am Deutschen Theater Berlin von der Jury des Theatermagazins Theater heute zur Inszenierung des Jahres gewählt.

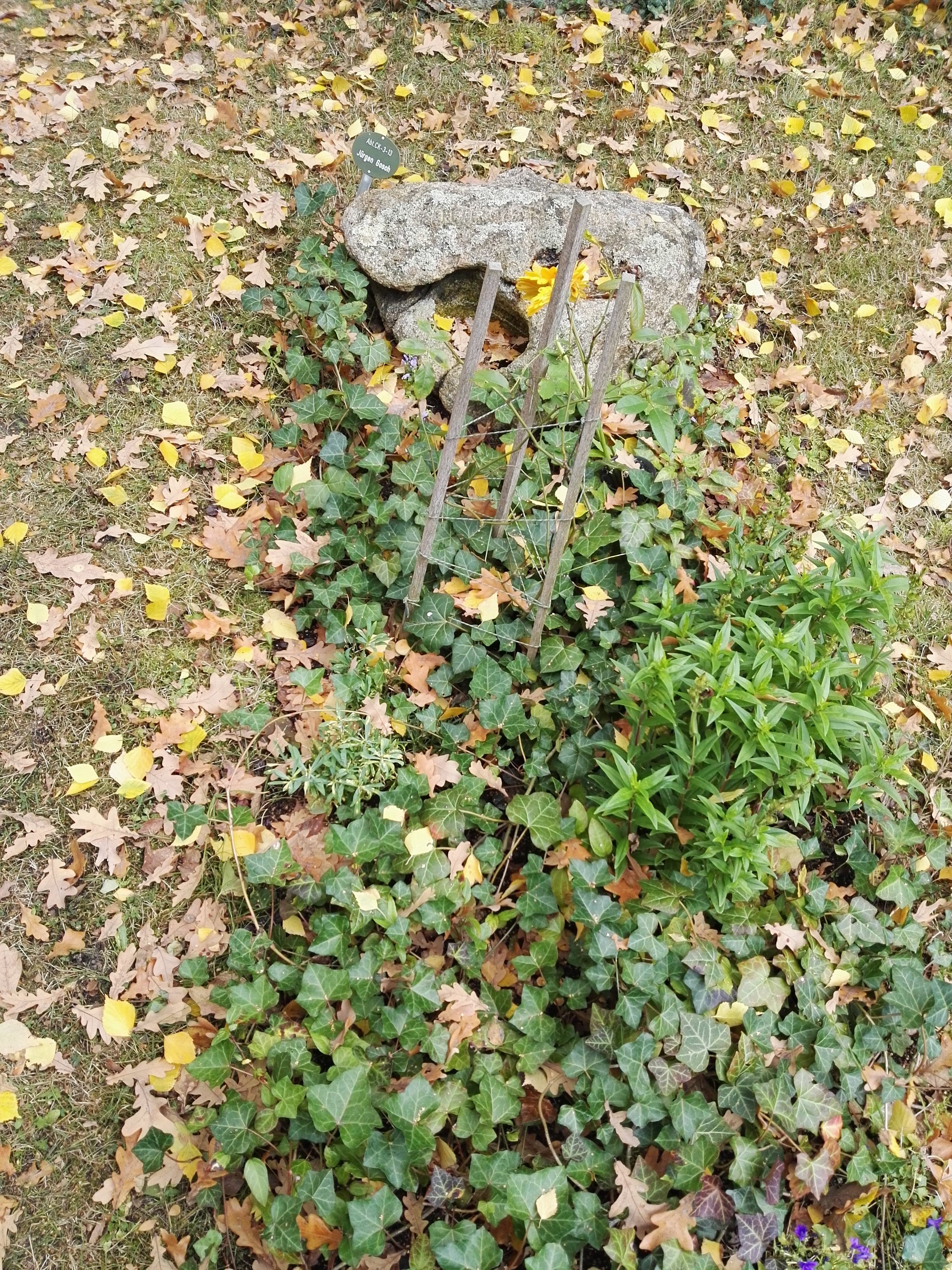
Grabstätte

Einen großen Triumph feierte Jürgen Gosch Ende 2008 mit seiner Inszenierung von Anton Tschechows Die Möwe, die er am Deutschen Theater Berlin in einer Koproduktion mit der Volksbühne am Rosa-Luxemburg-Platz herausbrachte. Einige weitere geplante Inszenierungen, z. B. den Faust am Burgtheater Wien und die Carmen an der Deutschen Oper Berlin, musste Gosch wegen einer schweren Krebserkrankung absagen. Im April 2009 konnte er jedoch den Idomeneus von Roland Schimmelpfennig am Deutschen Theater in Berlin zeigen.
Jürgen Gosch starb am 11. Juni 2009 und wurde am 22. Juni auf dem Dorotheenstädtischen Friedhof in Berlin beigesetzt.
In seinen letzten Jahren lebte er mit der Schauspielerin und Filmemacherin Angela Schanelec zusammen; sie ist die Mutter der beiden jüngsten seiner fünf Kinder.

## Inszenierungen (Auswahl)
- 1968: Alfred Matusche: Der Regenwettermann (Soldat Gleß) – Regie: Günter Rüger (Hans Otto Theater Potsdam)
- 1968: Friedrich Wolf: Die Matrosen von Cattaro (Fähnrich Sesan) – Regie: Peter Kupke (Hans Otto Theater Potsdam)
- 1969: Klaus Wolf: Lagerfeuer (Werkzeugmacher) – Regie: Peter Kupke (Hans Otto Theater Potsdam)
- 1970: Johann Wolfgang von Goethe: Egmont in der Bearbeitung von Friedrich Schiller (Bürger) – Regie: Peter Kupke (Hans Otto Theater Potsdam)
- 1976: Heiner Müller: Die Bauern (Landrat) – Regie: Fritz Marquardt (Volksbühne Berlin)
- 1977: Alexander W. Suchowo-Kobylin: Die Akte (Tarelkin) – Regie: Berndt Renne (Volksbühne Berlin)
- 1978: Leonce und Lena von Georg Büchner, (Volksbühne Berlin)
- 1980: Prinz Friedrich von Homburg von Heinrich von Kleist, Schauspiel Hannover
- 1980: Hamlet von William Shakespeare, Theater Bremen
- 1981: Nachtasyl von Maxim Gorki, Schauspiel Köln
- 1982: Der Menschenfeind von Molière, Schauspiel Köln, übersetzt v. Wolfgang Wiens u. Jürgen Gosch
- 1983: Ein Sommernachtstraum von William Shakespeare, Schauspiel Köln
- 1984: Oedipus von Sophokles/Friedrich Hölderlin, Schauspiel Köln
- 1984: Warten auf Godot von Samuel Beckett, Schauspiel Köln
- 1988: Macbeth von William Shakespeare, Schaubühne am Lehniner Platz Berlin, übersetzt v. Wolfgang Wiens u. Jürgen Gosch[2]
- 1989: Das Trio in Es-Dur von Eric Rohmer, Schaubühne am Lehniner Platz Berlin
- 1989: Horace von Pierre Corneille, Schaubühne am Lehniner Platz Berlin
- 1991: Die Möwe von Tschechow, Schauspielhaus Bochum
- 1991: Endspiel von Samuel Beckett, Schauspielhaus Bochum
- 1992: Onkel Wanja von Tschechow, Schauspiel Frankfurt
- 1993: Die Stunde, da wir nichts voneinander wussten von Peter Handke, Schauspielhaus Bochum
- 1993: Das letzte Band von Samuel Beckett, Schauspiel Frankfurt
- 1994: La maman et la putain Jean Eustache, Schauspielhaus Bochum
- 1994: Der Reigen von Arthur Schnitzler, Deutsches Theater Berlin
- 1995: Prinz Friedrich von Homburg von Heinrich von Kleist, Deutsches Theater Berlin
- 1997: Ein Sommernachtstraum von William Shakespeare, Deutsches Theater Berlin
- 1998: Die Jungfrau von Orleans von Friedrich Schiller, Deutsches Theater Berlin, Kammerspiele
- 2000: Das Käthchen von Heilbronn von Heinrich von Kleist, Schauspielhaus Düsseldorf
- 2001: Hamlet von William Shakespeare, Schauspielhaus Düsseldorf
- 2001: Push up 1-3 von Roland Schimmelpfennig, Deutsches Schauspielhaus Hamburg
- 2003: Wie es euch gefällt von William Shakespeare, Deutsches Schauspielhaus Hamburg
- 2004: Sommergäste von Maxim Gorki, Schauspielhaus Düsseldorf
- 2004: Der zerbrochene Krug von Heinrich von Kleist, Deutsches Schauspielhaus Hamburg
- 2004: Peer Gynt von Henrik Ibsen, Schauspielhaus Bochum
- 2004: Wer hat Angst vor Virginia Woolf …? von Edward Albee, Deutsches Theater Berlin
- 2005: Macbeth von William Shakespeare, Schauspielhaus Düsseldorf, übersetzt v. Angela Schanelec
- 2006: Drei Schwestern von Tschechow, Schauspiel Hannover
- 2006: Auf der Greifswalder Straße von Roland Schimmelpfennig, Deutsches Theater Berlin
- 2006: Im Schlitten Arthur Schopenhauers von Yasmina Reza, Deutsches Theater Berlin
- 2006: Ambrosia von Roland Schimmelpfennig, Deutsches Theater Berlin
- 2006: Der Gott des Gemetzels von Yasmina Reza, Schauspielhaus Zürich
- 2007: Ein Sommernachtstraum von William Shakespeare, Deutsches Theater Berlin
- 2007: Wie es euch gefällt William Shakespeare, Schauspiel Hannover
- 2007: Das Reich der Tiere von Roland Schimmelpfennig, Deutsches Theater Berlin
- 2007: Was ihr wollt von William Shakespeare, Schauspielhaus Düsseldorf
- 2008: Onkel Wanja von Tschechow, Deutsches Theater Berlin
- 2008: Calypso von Roland Schimmelpfennig, Deutsches Schauspielhaus Hamburg
- 2008: Hier und Jetzt von Roland Schimmelpfennig, Schauspielhaus Zürich, Schiffbauhalle
- 2008: Die Möwe von Tschechow, Deutsches Theater Berlin in Koproduktion mit der Volksbühne am Rosa-Luxemburg-Platz Berlin
- 2009: Idomeneus von Roland Schimmelpfennig, Deutsches Theater Berlin[3]

## Filmografie
- 1970: Unterwegs zu Lenin
- 1972: Schwarzer Zwieback
- 1972: Sechse kommen durch die Welt
- 1975: Till Eulenspiegel
- 1975: Mit dem Feuer spielen (Regie)
- 1977: Tambari
- 1979: Zünd an, es kommt die Feuerwehr
- 1980: Muhme Mehle (Fernsehfilm)
- 1980: Hedda Gabler (Studioaufzeichnung Fernsehen)
- 1980: Guten Morgen, du Schöne: Julia (Fernsehfilm)
- 1981: Experimente (Regie, Drehbuch)
- 1982: Stella (Fernsehfilm)
- 1992: Miraculi
- 2004: Marseille
- 2009: Wir waren so frei

## Hörspiele
- 1976: Hans Skirecki: Hinter Wittenberge (Dr. Klippe) – Regie: Barbara Plensat (Hörspiel – Rundfunk der DDR)

## Auszeichnungen
- Theaterpreis Berlin 2009: Jürgen Gosch erhielt den Preis gemeinsam mit dem Bühnenbildner Johannes Schütz. Gosch und Schütz arbeiteten seit 1991 zusammen. Zur Begründung heißt es: Gosch habe „durch (…) geistige Unabhängigkeit das Theater der Gegenwart in einzigartiger Weise geprägt und bereichert.“[4] Die Preisverleihung fand am 3. Mai 2009 im Deutschen Theater statt.
- 2009: Magazin „Theater heute“: „Inszenierung des Jahres“ für Anton Tschechows „Die Möwe“

## Zitate
- Christine Dössel, Theaterkritikerin:

„Goschs Theater folgt keinen ästhetischen Konventionen, es lebt von der Schlichtheit und Intensität – auch von der Offenlegung – der Mittel. Es mutet den Zuschauern Pausen, Längen, Brüche, Momente der Verzweiflung, der Ratlosigkeit und der Unordnung zu. Das Saallicht bleibt in Goschs Inszenierungen fast immer an. Alle Schauspieler sind stets zugegen; oft setzten sie sich, wenn sie nichts zu spielen haben, in die erste Reihe. Die Bühnenbilder, die Johannes Schütz für Gosch entwirft, sind karge, geschlossene Kästen, aus denen es kein Entrinnen und in denen es keine Kuschelecken für alte Sehgewohnheiten gibt.“

- Der Spiegel:

„Mit Spielwitz und nie erlöschender Neugier wurde Gosch zu einem konservativen Erneuerer des Theaters, der für die Rückbesinnung auf die Kunst der psychologischen Menschenerkundung warb. Seinen Beruf, sagte der sich selbst und seine Umwelt stets skeptisch beobachtende Mann einmal, betreibe er ‚aus Vergnügungssucht‘.“